# هدد (ایزد)
هَدَد (اوگاریتی: 𐎅𐎄)، اَدَد (اکدی: dIM 𒀭𒅎)، معادل خدای سومری، ایشکور، خدای طوفان و باران در ادیان کنعانی، شام باستان و بین‌النهرین بود. خاستگاه و کانون فرقه هدد در هزاره سوم پیش از میلاد در شهر حلب (در سوریه) بود. از آنجا هدد توسط عموری‌ها به بین‌النهرین معرفی شد که به‌ عنوان خدای اکدی (آشوری-بابلی) «ادد» شناخته شد. بعدها، پرستش هدد با تغییر نام یا افزودن عنوان‌های دیگر مانند «بعل هدد» و «رمان-هدد» شکل گرفت. گاو نر حیوان نمادین او بود. در شمایل‌نگاری او با ریش ظاهر می‌شود. اغلب چماق یا صاعقه در دست دارد و شاخ گاونر بر سر دارد. هدد با خدای یونانی زئوس، خدای رومی ژوپیتر و همچنین بیل بابلی برابر بود.
کاوش‌های باستان‌شناسی در سوریه، هیچ متن اسطوره‌ای درباره هدد را پیدا نکرده‌است و متون گواهی‌دهنده هدد، عمدتا شامل اسناد دولتی، اداری، تشریفاتی و نیز سرنخ‌های نام‌شناسی است. اما در اسناد ماری مربوط به نیمه اول هزاره سوم پیش از میلاد، اشاراتی وجود دارد که به پیشینه اساطیری هدد اشاره می‌کند. این اشارات عمدتا به داستان جنگ خدای طوفان در شمال شام با خدای دریا برای برتری در پانتئون الهی اشاره دارد. این افسانه عمدتا از اسناد شهر اوگاریت مربوط به قرن چهاردهم قبل از میلاد، معروف به «چرخه بعل»، درباره جنگ‌های بعل با برادران خشن‌اش برای موقعیت نخست‌زاده در پانتئون شناخته شده‌است. نام هدد در اسناد اوگاریتی به عنوان مترادف با بعل ذکر شده‌است.
خدای طوفان ادد و خدای خورشید شمش مشترکا خدایان حامی وخشورها و پیشگویی‌ها در بین النهرین شدند.

## نام
نام اَدَد در بین‌النهرین، از نام اصلی این خدا در فرهنگ‌های شمالی سوریه باستان، «هَدَد» گرفته شده‌است؛ یعنی ادد همان نام هدد در نسخه اکدی یا بین‌النهرینی است. از نظر ریشه‌شناسی، این نام را می‌توان به ریشه سامی *hdd متصل کرد که احتمالا توصیفی از عمل «رعد و برق»، برجسته‌ترین تجسم عمل‌کرد خدای آب‌ و هوا در هنگام طوفان، است.
بعدها از این معنای زبانی، در جنوب سوریه با نام مستعار «رَمان» یا «رَمون»، به معنای «تندر» توسعه یافت. احتمالا منشا ترکیب نام هدد-رمان که در پادشاهی آرام-دمشق در هزاره اول پیش از میلاد کاربرد داشته، همین است. برخی از پژوهشگران بر این باورند که این شکل از نام تحت تأثیر زبانی تمدن بین‌النهرین بوده که پس از گسترش پرستش «ادد» به شرق، دوباره به منطقه سامی غربی بازگشته است.
در خط میخی که توسط بسیاری از زبان‌های منطقه استفاده می‌شده، نام ادد با همان علامت لوگوگرام dIM 𒀭𒅎 که ایشکور (خدای طوفان سومری) را در جنوب تعیین می‌کرد، شناسایی می‌شد.

## شخصیت و شمایل‌نگاری

### شخصیت
در دنیای باستان، خدای آب‌ و هوا مسئول بارندگی و درنتیجه حاصل‌خیزی خاک و محصولات زراعی بود؛ از این نظر، هدد خدایی بود که برکت حاصل‌خیزی زمین را به ارمغان می‌آورد. غیبت هدد، چه بر تصمیم خودش باشد و چه در اثر آسیبی که به او وارد شده، به‌معنای نبود باران و خشک‌سالی بود. هدد توانایی قابل توجهی در اعمال مجازات داشت و این عمل‌کرد او در بسیاری از کتیبه‌های تهدید و نفرین در مورد مجازاتی که بر گناهکاران اعمال خواهد کرد، منعکس شده‌است. در حالی که او می‌توانست حاصل‌خیزی زمین را به عمل بیاورد، از طریق رعد و برق و بادهای شدید می‌توانست باعث ویرانی و نابودی نیز شود؛ به‌همین دلیل بیداری او تهدیدی برای جامعه بشری محسوب می‌شد. به گفته آلبرتو گرین، توصیف هدد که از دوره کاسیان و در منطقه ماری آغاز می‌شود، بر شخصیت ویران‌گر و طوفانی او و نقش او به عنوان یک خدای جنگجوی مهیب تاکید می‌کند، برخلاف شخصیت صلح‌آمیز و شبانی‌تر خدای طوفان سومری، ایشکور. به‌دلیل شرایط اقلیمی متفاوت در بین‌النهرین نسبت به شام باستان - مانند کمبود نسبی بارندگی و اتکای اصلی کشاورزی به آبیاری از طریق رودهای دجله و فرات - عمل‌کرد اصلی ادد در بین‌النهرین، مانند کارکردهای خدای طوفان (ایشکور) قبل از او بود؛ مانند حاصل‌خیزی زمین از طریق آب‌ها، با تاکید بر آب‌های منابع زیرزمینی.
هدد به‌عنوان‌ پادشاه خدایان، بالاترین جایگاه را در پانتئون‌های پادشاهی آرامی و عموری‌ داشت. این موقعیت او به‌طور برجسته در فهرست خدایان که به‌عنوان شاهد بر قراردادهای بین‌المللی پادشاهی‌های شمالی شام باستان فعالیت می‌کنند و همچنین در اشاره‌هایی از سنت‌های مربوط به مبارزه هدد با خدای دریا بیان شده‌است. ممکن است این وضعیت منعکس کننده توازن سیاسی قدرت در شمال شام و جایگاه سلسله حاکم در شهر حلب باستان باشد، اگرچه شواهد روشنی از ارتباط بین این دو وجود ندارد. به دلیل ویژگی‌های هدد به عنوان خدای طوفان، صفات خدای جنگ را نیز به او نسبت می‌دادند. این نقش هدد، هم در ارتباط با جنگ‌های او علیه دیگر خدایان در داستان‌های اساطیری و هم در روایاتی که در مورد سپردن سلاح‌هایش به پادشاه برای آماده‌سازی برای جنگ است، توصیف داده شده‌است. اعتقاد بر این بود حمایت هدد از پادشاهان در جنگ، هم نیروی بدنی و هم آرامش روحی لازم برای پیروزی را فراهم می‌کرد.
هدد علاوه بر خدای آب‌وهوا، خدای قانون، نگهبان سوگندها و همچنین خدای پیشگویی (هاروسپکس) نیز بود. در این نقش‌ها معمولا با خدای خورشید، شمش، همراه بود.

### شمایل‌نگاری

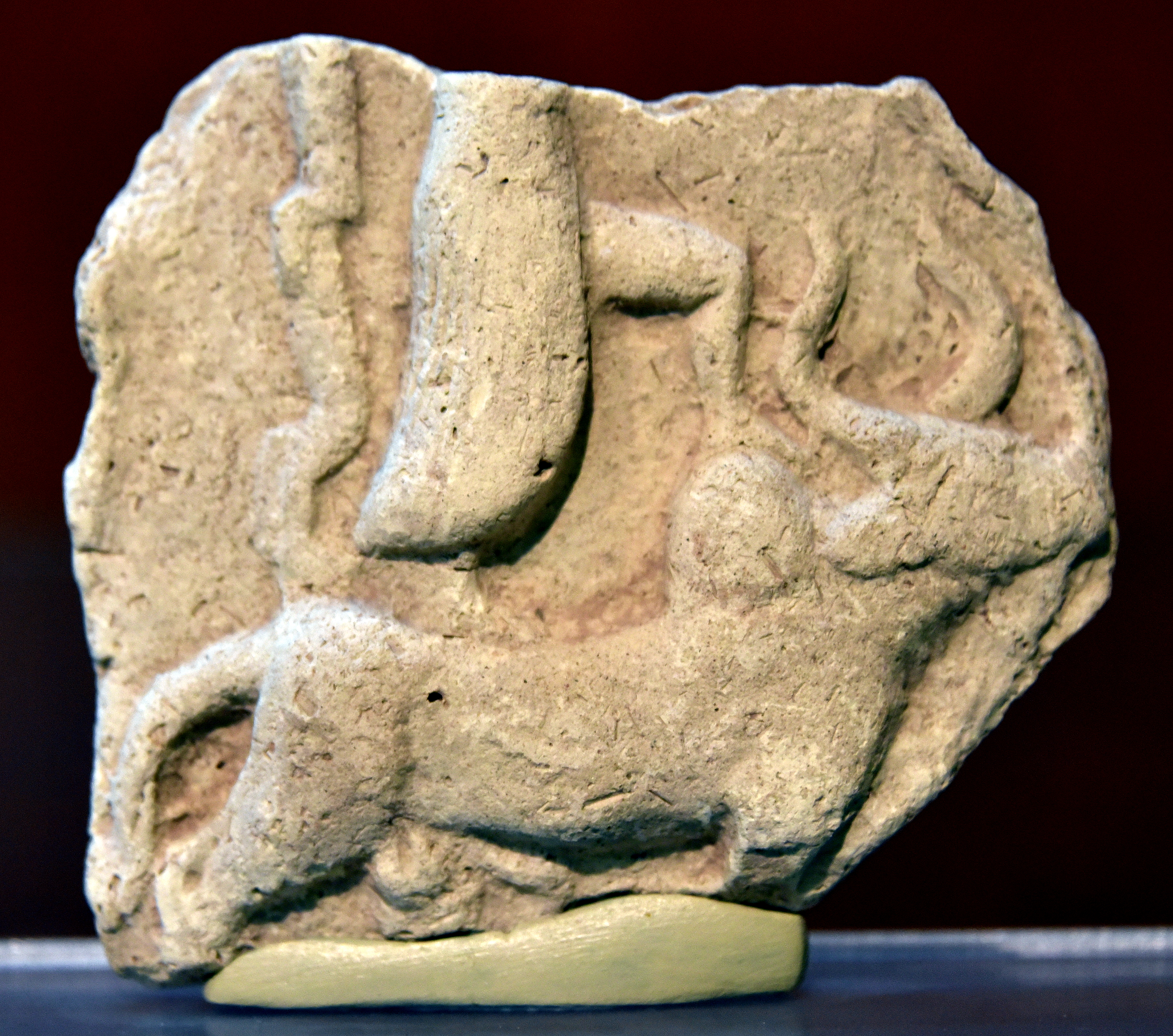
لوحه سفالی که ادد را ایستاده برروی گاو نر نشان می‌دهد، قرن ۱۶-۱۸ قبل از میلاد، موزه سلیمانیه عراق.

شناسایی تک‌تک خدایان آب و هوا در هنر خاور نزدیک باستان دشوار تلقی می‌شود و به گفته آلبرت دیتز در بسیاری از موارد کاملا غیرممکن است. اولین تصاوير شناخته‌ شده از هدد در شمال سوریه، گاو نر و ویژگی بارز آن، یک جفت شاخ است. با این حال هدد تنها خدایی نبود که با این نماد شناخته می‌شد، خدایان اجدادی، ال و داگون نیز توسط گاو نر نمایش داده می‌شدند. به نظر می‌رسد که این حیوان مهم و چشم‌گیر در فرهنگ بشری، به عنوان نمادی از الوهیت عمومی در کنار قدرت و باروری بوده‌است. در نقش‌های برجسته، هدد به صورت مردی ریش‌دار به تصویر کشیده شده، تاجی از شاخ بر سر دارد و معمولا روی گاو نر ایستاده یا یکی از پاهایش را بر روی گاو قرار داده‌است. گاهی گاو در کنار او ظاهر می‌شود و نه زیر پایش. او در یک دست، سلاحی را به سمت پایین گرفته‌ که به نظر می‌رسد پشت آن یک چنگال دوشاخه به‌ شکل صاعقه است. گاهی شمشیر کوتاهی در کمربند پهن او بیرون می‌زند. در برخی معابد، هدد سوار بر ارابه جنگی با سلاح‌های جنگی خود ظاهر شد. به نظر می‌رسد که این نمایندگی مخصوص درخواست کمک از او برای پیروزی در نبرد است.
در طول انتقال بین پرستش ادد و خدای سومری، ایشکور، در هزاره سوم پیش از میلاد، ادد گاهی سوار بر شیر-اژدهای بالدار، در هنرهای بین‌النهرینی ظاهر می‌شود. در زمان سلسله سارگون، ادد از نظر نمادشناسی با یک اژدهای بالدار مرتبط بود، اما این ارتباط تقریبا در اوایل دوره بابلی ناپدید شد. گاری و شلاقی که ادد را نشان می‌داد، به مرور زمان با صلاحی به شکل رعد و برق جایگزین شد؛ نمادی که از شام باستان سرچشمه می‌گرفت.

## توسعه تاریخی
در یافته‌های باستان‌شناسی، از منشا پرستش هدد اطلاعی در دسترس نیست. شیوه اصلی برای جستجوی ریشه‌های پرستش خدای آب‌ و هوا، یافتن نماهای بصری است که از دوره‌های بعدی درباره او شناخته شده‌است؛ مانند توصیف گاو نر یا رعد و برق. هرچند که تصاویر گاو نر و شاخ گاو در هنرهای دوره نوسنگی و مس‌سنگی کشف شده‌، اما همان‌طور که در هنر دوره‌های بعدی نیز مشاهده می‌شود، این تصاویر لزوما خدای آب‌وهوا را منعکس نمی‌کنند، بلکه به‌طور کلی تصاویر خدایان ارشد را نشان می‌دهند. نظر رایج این است که ریشه پرستش خدای طوفان به طور کلی، و هدد به طور خاص، به دوران پیشاتاریخ بازمی‌گردد، به‌ویژه در مناطقی که باران‌ها و طوفان‌هایی همراه با رعد و برق پدیده‌ای رایج بودند – مانند منطقه شام. این مضمون با آغاز کشاورزی در دوره نوسنگی در این مناطق، اهمیت بیشتری یافت. بارش‌ها به عنوان اصلی‌ترین عامل طبیعی بر محصولات کشاورزی در جوامع انسانی تأثیر می‌گذاشتند، و طوفان‌هایی با بادهای شدید، رعد و برق – و قدرت ویرانگر آن‌ها – بی‌تردید تخیل انسان را برمی‌انگیختند. از این رو جای تعجب نیست که چرا شخصیت خدای طوفان به عنوان عاملی محوری در مجموعه خدایان (پانتئون) دقیقاً در همین مناطق شکل گرفت و پرورش یافت.

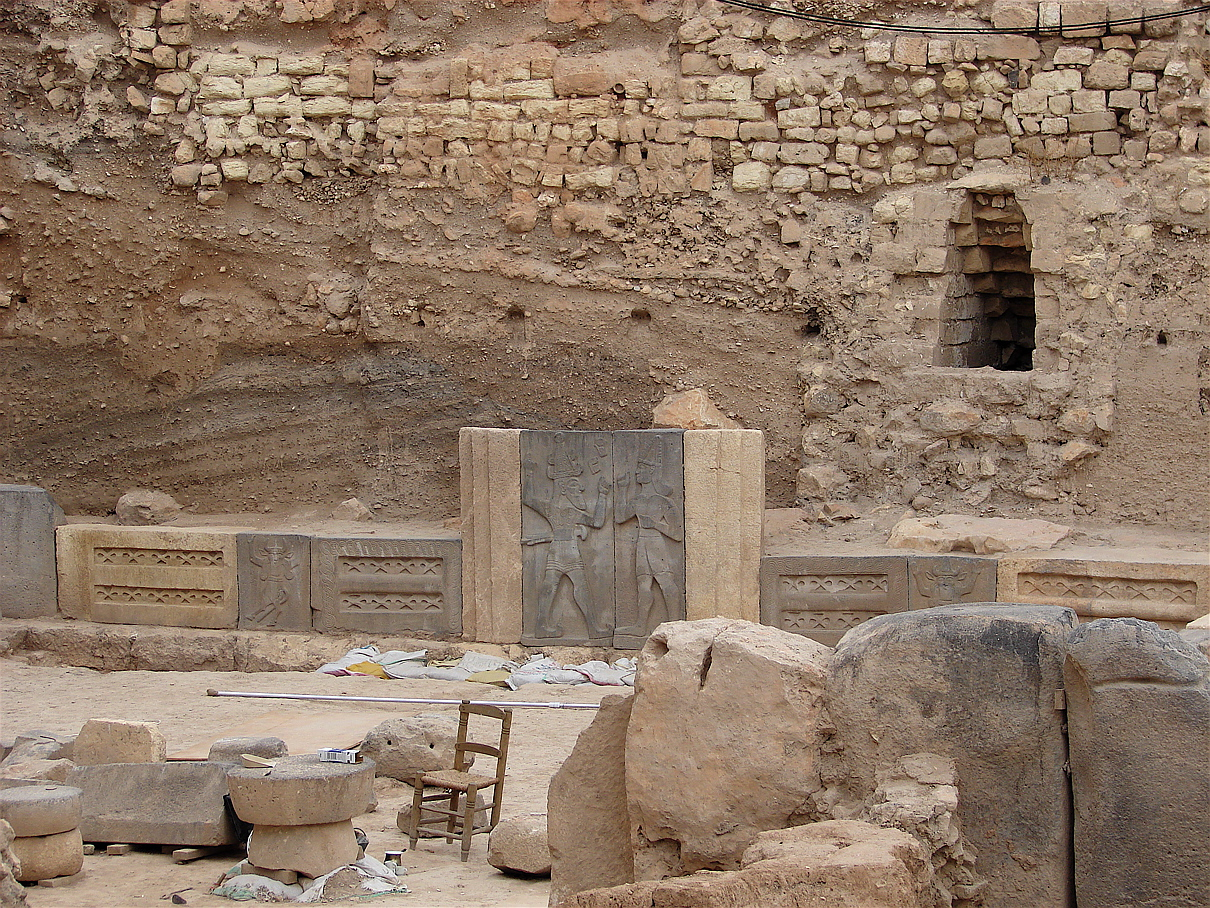
معبد هدد، قلعه حلب. این معبد از قرن ۲۴ قبل از میلاد تا حداقل قرن ۹ قبل از میلاد مورد استفاده قرار می‌گرفته.

اولین گواهی مکتوبی که در آن به هدد اشاره شده، در ایالت شهر باستانی ابلا (شمال‌غربی سوریه)، در عصر برنز (۲۵۰۰ پیش‌ از میلاد) یافت شده‌است. در ابتدا هدد خدای محلی که آینش منطقه‌ای بود، محسوب می‌شد. با این که در متون آیینی ابلا از هدد یاد می‌شود، اما بدیهی است که مرکز اصلی پرستش او در ابلا نبوده‌؛ خدای ارشد پانتئون ابلا، داگون - که به عنوان پدر هدد شناخته می‌شود - بوده‌است. در واقع مرکز اصلی پرستش هدد در حلب قرار داشته‌. با ظهور پادشاهی یمحاضی که حلب مرکز آن بوده، هدد از حلب در سراسر سوریه نفوذ پیدا کرد. در این دوره حلب «سرزمین هدد» نامیده می‌شده. معبد اصلی او بر روی تپه ارگ در مرکز شهر قرار داشت که از قرن ۲۴ پیش‌ از میلاد تا حداقل قرن ۹ پیش‌ از میلاد، مورد استفاده قرار می‌گرفته. لقب «محبوب هدد» از القاب حاکمان یمحاضی بود.
مهاجرت قبایل عموری از ماری به شرق بین‌النهرین، در پایان هزاره سوم پیش از میلاد، منجر به توزیع گسترده پرستش هدد در بین‌النهرین شد. در این دوره، نسخه‌ای بین‌النهرینی از این خدا به‌وجود آمد که به نام «اَدَد» شناخته می‌شد و نقش‌هایی از اساطیر سومری را جذب می‌کرد. برخلاف عبادت هدد در منطقه سوریه، در بابل و آشور، ادد به عنوان خدای ارشد‌ (در بابل مردوک و در آشور خدای آشور‌) شناخته نمی‌شد؛ بلکه ادد جایگاه پایینی در پانتئون بین‌النهرینی داشت. در فهرست‌های خدایان بابلی و آشوری، ادد در جایگاه پس از خدای ماه سین و خدای خورشید شمش قرار داشت؛ در حالی که در شمال، هدد به همراه داگون در راس پانتئون قرار داشتند. به نظر می‌رسد که دلیل اصلی این جایگاه متفاوت، شرایط جغرافیایی متفاوت بین‌النهرین نسبت به منطقه شام باستان بوده‌؛ مانند کمبود نسبی بارندگی و اتکای اصلی کشاورزی به آبیاری از طریق دورهای دجله و فرات.
گسترش‌ امپراتوری هوری‌ها از فلات ارمنستان تا شمال شام، در قرن هفدهم پیش از میلاد، منجر به تغییر دیگری در پرستش هدد شد. از این دوره به بعد روند ادغام پرستش هدد با تشوب (خدای طوفان دین هوری) مشهود است. در حلب فرقه هدد به فرقه تشوب تبدیل شد و همسر او با الهه هوری هپات، ادغام شدند. این روند با تاسیس امپراتوری میتانی شتاب بیشتری گرفت. این پادشاهی منطقه وسیعی را در شمال شام - از شمال غربی ایران در شرق تا سواحل دریای مدیترانه در غرب - را تحت کنترل داشت. در این دوره پرستش تشوب به عنوان نسخه‌ای از هدد در کل منطقه پادشاهی برجسته بود. ادغام هویت بین هدد و تشوب زیرساختی را برای تغییرات در پانتئون هیتی‌ها از اواسط هزاره دوم پیش از میلاد تا فروپاشی آن در قرن ۱۲ پیش از میلاد تشکیل داد. هیتی‌ها در یک فرآیند تلفیق‌گرایی گسترده، عناصری را از تعدادی ادیان در منطقه زندگی خود پذیرفتند؛ هم از آناتولی، هم از هندواروپایی‌ها، و تا حد زیادی از هوری‌ها. این تلفیق‌گرایی، باعث شد تشوب در شکل ادغام شده خود با هدد، رئیس پانتئون هیتی بشود. اگرچه در بیشتر اسناد هیتی به نام اصلی هدد اشاره نشده‌است، اما از محتوای توصیفات و عبادات هیتی، مشخص می‌شود که منظورر هدد است. با وجود این‌که هدد در اثر تغییرات ژئوپلیتیک در منطقه دستخوش دگرگونی‌های فراوانی شد، اما عبادت هدد، مانند عبادت اصلی هزاره سوم پیش از میلاد او باقی ماند.

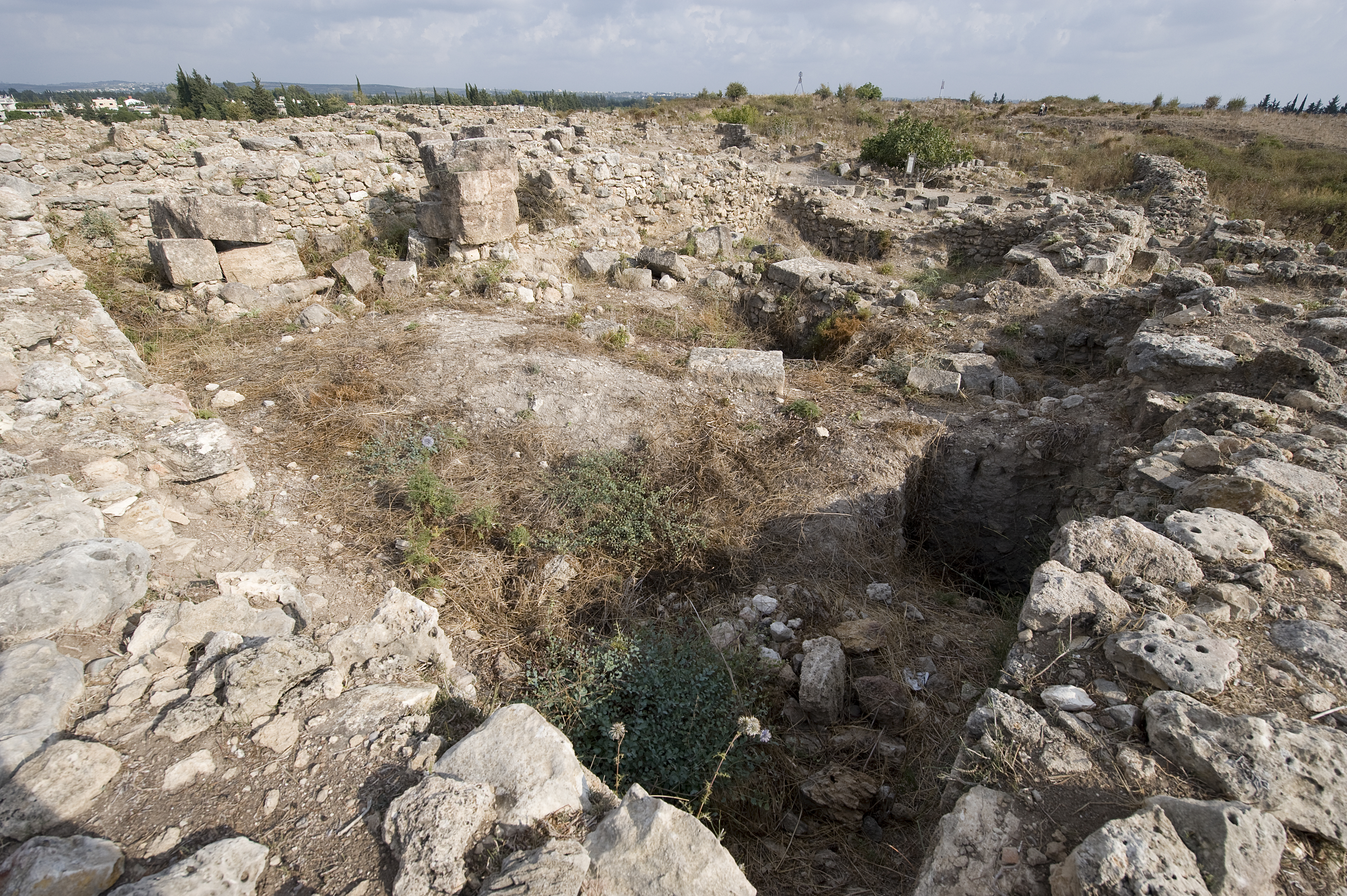
خرابه‌های معبد بعل-هدد در اوگاریت.

در همین دوره، عبادت هدد در مناطق سواحلی مدیترانه - از شمال اوگاریت تا جنوب قلمرو شهرهای کنعانی - برقرار شد. شواهدی از فرقه هدد در اسناد اوگاریتی و در متون معروف به «چرخه بعل» یافت می‌شود. در متون اوگاریتی و کنعانی از هدد در موارد متعددی با عنوان «بعل هدد» یا به تنهایی «بعل» یاد شده‌است. بعل عنوانی به معنای «مالک» یا «ارباب» است که هرچند به خدایانی به غیر از هدد نیز اطلاق می‌شده، ولی اکثر محققان موافق هستند که بعل در متون اوگاریتی-کنعانی، با خدای طوفان و باروری هدد و مظاهر محلی او مرتبط بوده‌؛ در اوگاریت بعل لقب هدد بود، اما با گذشت زمان این لقب به نام خدا و هدد به لقب یا صفت این خدا تبدیل شد. از کنعان پرستش بعل (هدد) در سرتاسر مدیترانه به دنبال امواج استعمار فنیقی‌ها در اوایل هزاره اول پیش از میلاد به مصر نیز گسترش یافت. در منابع مصری از این خدا با عنوان «بعل زفون» یاد می‌شود که با خدایان مصری ست یا حوروس برار بوده‌.
دقیقا مشخص نیست که تفاوت بین پرستش بعل-هدد در اوگاریت و عبادت او در شهرهای فنیقی در جنوب تا سواحل مدیترانه کنعان چیست؛ با این حال شواهد زیادی وجود دارد که نشان می‌دهد که فرقه یکسان است. اکثر محققان معتقدند که منشا پرستش بعل در فرهنگ فنیقی، آیین هدد در سوریه باستان است که در نیمه دوم هزاره دوم پیش از میلاد به نام بعل تثبیت شد. همچنین این احتمال وجود دارد که تغییر نام هدد به بعل در چارچوب مبارزه سیاسی بین نخبگان منطقه صورت گرفته باشد، اگرچه هیچ مدرک ملموسی در این مورد وجود ندارد.

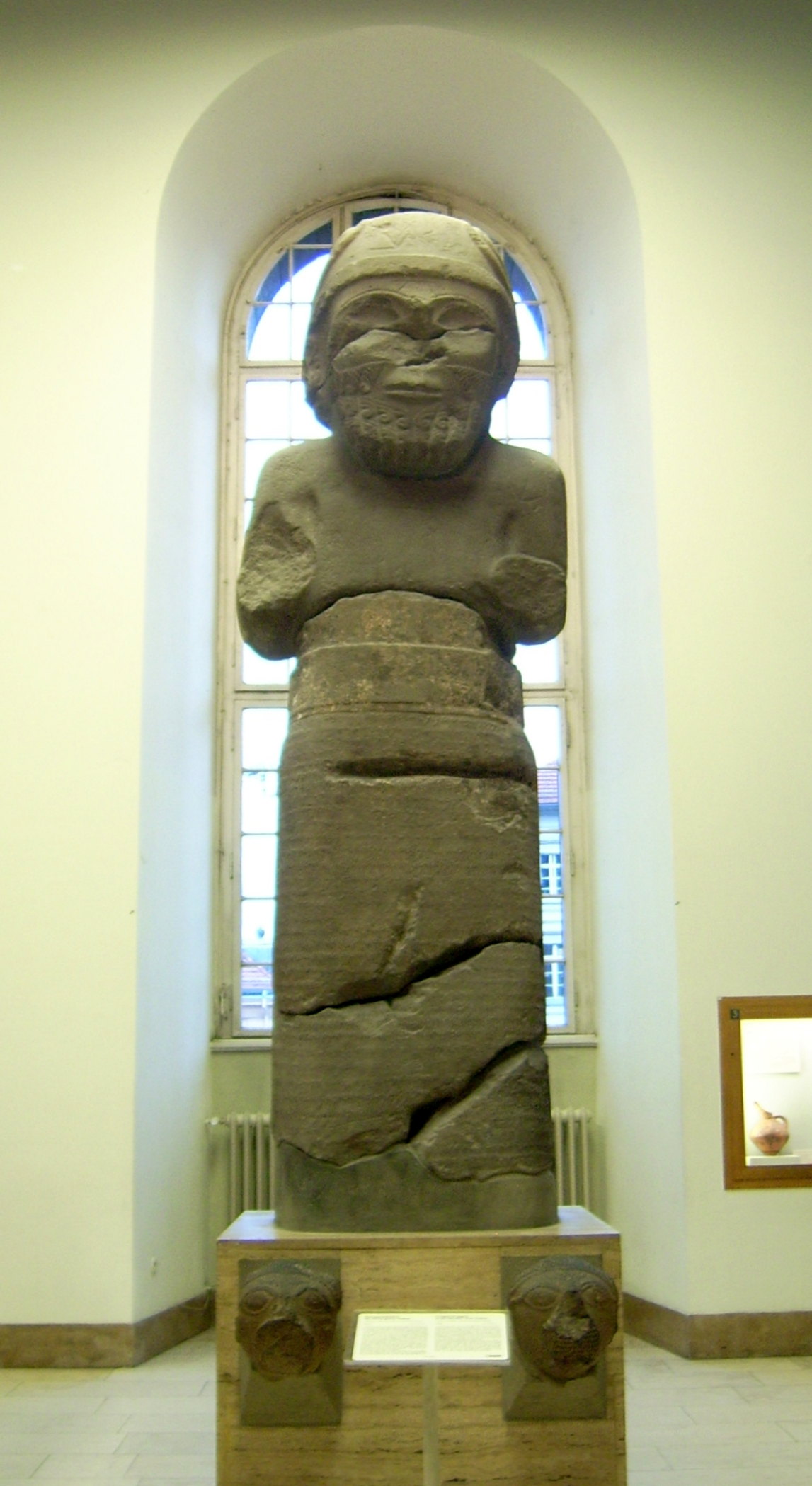
مجسمه عظیم هدد، ۷۷۵ پیش از میلاد، یافت‌شده در روستایی در شمال‌شرقی تپه زنجیرلی، موزه خاور نزدیک برلین.

در عصر آهن، با فروپاشی پادشاهی‌های بزرگ در قرن ۱۲ پیش از میلاد، به ویژه فروپاشی امپراتوری هیتی‌ها، بازگشت به پرستش هدد به نام اصلی او در میان پادشاهی آرامی و ممالک سوری-هیتی در شمال شام و جنوب آناتولی مشهود است. این روند با حفظ عبادت او در نام‌های تشوب، ادد و بعل نیز همراه بوده. به‌نظر می‌رسد که در این مناطق، در هر فرهنگی پرستش خدای آب‌وهوا صورت می‌گرفته‌، اما به زبانی متفاوت و با نامی متناسب با آن زبان. اگرچه در این دوره حلب اهمیت استراتژیک خود را از دست داد، اما آشکار است که اهمیت آیینی خود را حفظ کرده‌بود؛ عمدتا به این دلیل که مرکز فرقه هدد بود. یکی دیگر از مراکز اصلی فرقه هدد در عصر آهن، در پادشاهی آرام-دمشق وجود داشت؛ در آنجا هدد را «رَمان» (رعدگر) می‌نامیدند. او معبدی به نام بیت-رمان در دمشق داشت. اگرچه این معبد در حفاری‌ها یافت نشده، اما در محل معبد ژوپیتر در شهر، یک کتیبه آرامی وجود دارد که ممکن است لایه‌های پیشین را منعکس کند که کشف نشده‌است. معابد هدد-رمان همچنین در مکان‌های دیگری در منطقه مرزی پادشاهی آرام-دمشق یافت شده‌است. در سایت بیت صیدا (که احتمالا متعلق به پادشاهی آرامی بوده) سنگ‌ یادبودی پیدا شده که شامل نقش برجسته‌ای از خدایی با شاخ و مسلح به شمشیر است. نظرات در مورد هویت این خدا متفاوت است؛ ممکن است این نقش هدد یا خدای ماه سین را به تصویر کشیده باشد.

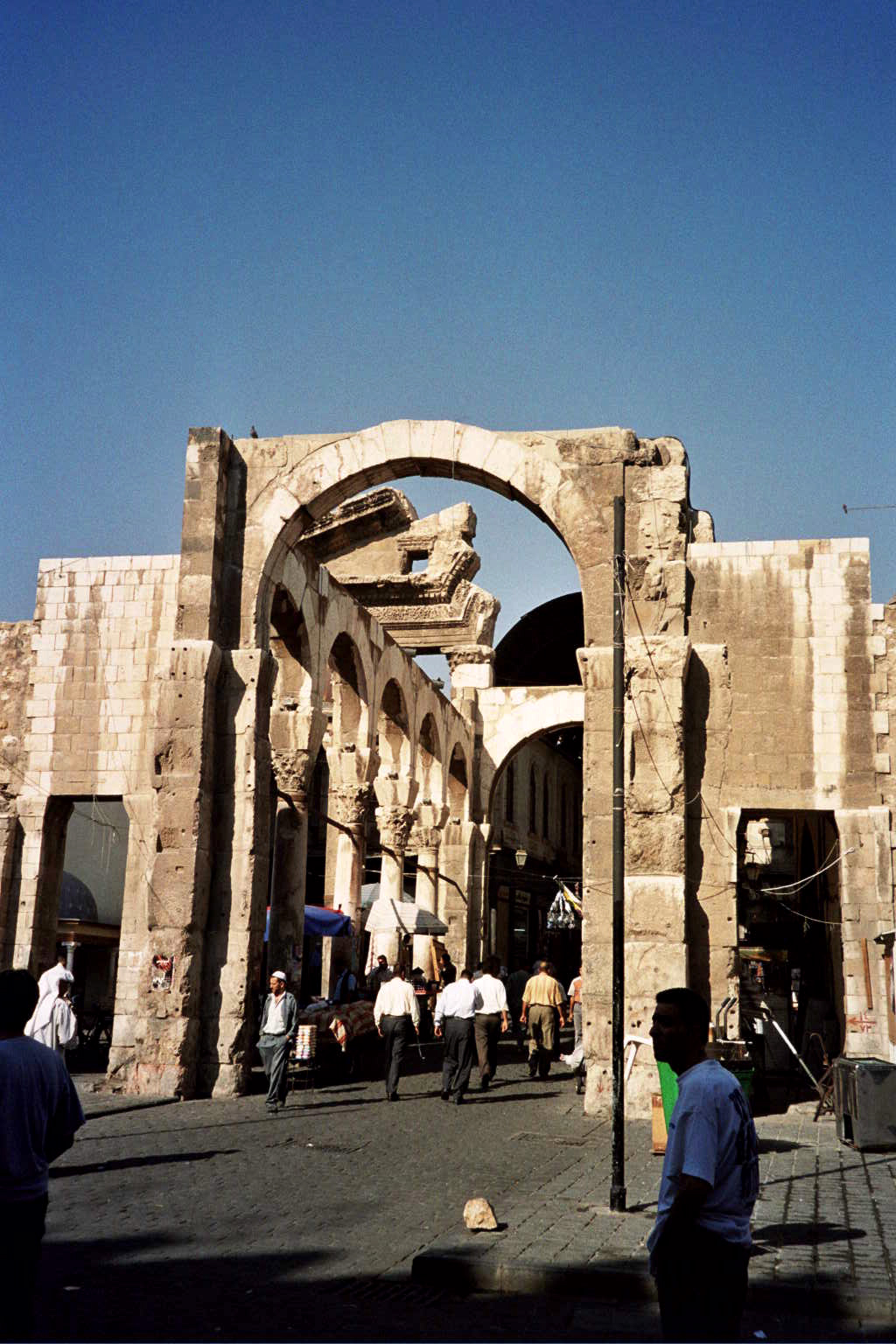
معبد ژوپیتر در دمشق. به‌نظر می‌رسد که برروی معبد بیت-رمان ساخته شده‌است‌. زمانی که رومی‌ها دمشق را در سال ۶۴ پیش از میلاد فتح کردند، هدد را با ژوپیتر تلفیق کردند.

فتح منطقه شام شمالی، چه توسط امپراتوری بابلی نو، و چه توسط امپراتوری هخامنشی، هیچ تغییر اساسی در پرستش هدد ایجاد نکرد؛ احتمالا به‌دلیل خودمختاری مذهبی که این فرهنگ‌ها در اداره امپراتوری اعمال می‌کردند؛ با این حال از دوره هلنیستی به‌ بعد، روند ادغام مجدد ایزدان محلی سوریه با پانتئون خدایان یونانی و رومی مشهود است. در دوره هلنیستی و رومی، پرستش خدای طوفان همچنان ادامه داشت؛ با همان نقوش بصری، اما با نام‌های جدیدی مانند زئوس و ژوپیتر (خدایان حامل برخی از صفات خدای طوفان). آخرین شواهد پرستش هدد به این نام، از شهر هیراپولیس در قرن چهارم پیش از میلاد برمی‌آید. نام مستعار هدد به تدریج به نام مستعار ادودوس تغییر کرد. با ادغام هدد در پانتئون خدایان هلنیستی و رومی، در واقع آیین منحصر به فرد او متوقف شد و هرگز بازنگشت.

## ادد در بین‌النهرین

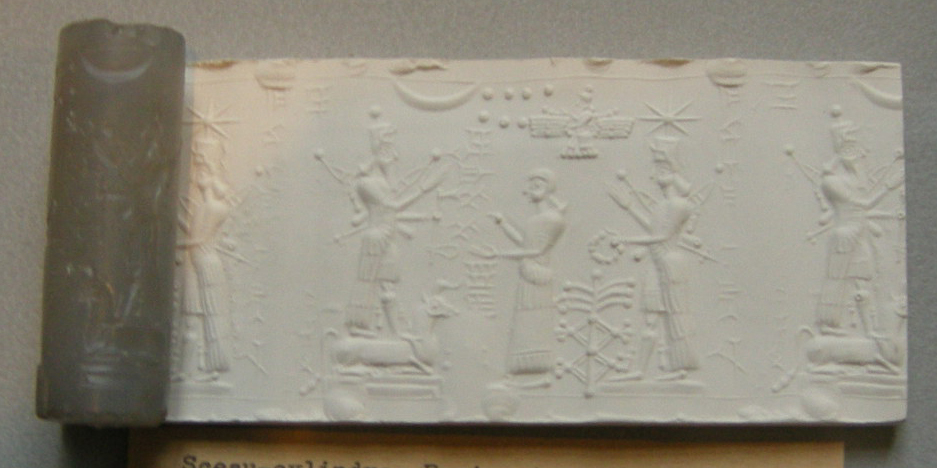
مهر استوانه‌ای آشوری که ادد را روی گاو نر (سمت چپ) به همراه نماد ایزد آشور (وسط) و خدای خورشید (راست) نشان می‌دهد.

پرستش ادد در بین‌النهرین، در اصل یک آیین وارداتی از فرهنگ‌های سامی شمال‌غربی به دین بین‌النهرینی بود. خدای طوفان بین‌النهرینی دین سومری قبل از دوره سارگونی، ایشکور بود. قدیمی‌ترین اشاره‌ها به ایشکور به اواسط هزاره سوم پیش از میلاد می‌رسد. در دوره اوروک، مرکز پرستش ایشکور در شهر کارکار قرار داشت. نام ایشکور در فهرست خدایان یافت شده در شوروپاک نیز ظاهر می‌شود، اما نسبت به سایر خدایان اهمیت کمتری داشته‌، شاید به این دلیل که باران و طوفان در سومر کمیاب بوده‌ و کشاورزی در آنجا بیشتر به آبیاری بستگی داشته‌است؛ همچنین انلیل و نینورتا نیز دارای ویژگی‌های خدای آب‌وهوا بودند، که نقش متمایز ایشکور را در دین سومری کاهش می‌داد؛ همین باعث شد که ایشکور در اساطیر سومری گاهی به عنوان دستیار یا همراه این خدایان برجسته‌تر، ظاهر شود. نام‌های تئوفوریک نشان می‌دهد که محبوبیت خدای آب‌وهوا در بین‌النهرین، تنها در دوره‌های بعدی، تحت نام اکدی افزایش یافته‌است. گسترش اصلی فرقه ادد در پی مهاجرت قبایل عموری به بین‌النهرین در اواسط هزاره سوم پیش از میلاد و ادغام فرهنگ سامی غربی‌ در فرهنگ سومری در جنوب بین النهرین، رخ داد. در دوره سارگونی، فرآیند آمیختگی بین ایشکور سومری و ادد سامی به‌وجود آمد. به‌نظر می‌رسد که در دوره‌ی سلسله سوم اور، یافتن تمایز بین ایشکور و ادد غیرممکن بوده. درحالی که متون شمالی بر شخصیت خیرخواه خدای آب‌وهوا به عنوان باران‌آور تأکید می‌کردند، در جنوب او اغلب با پدیده‌های آب و هوایی مخرب مانند طوفان‌های گرد و غبار همراه بود؛ اگرچه حتی در آنجا به او اعتبار می‌دادند که رشد گیاهان را در مناطقی که آبیاری نمی‌کردند، ممکن می‌کرد.
در متون بین‌النهرینی، ایشکور به طور مداوم به‌عنوان پسر آنو در نظر گرفته می‌شده اما برخی متون ادبی ممکن است به جای آنو به انلیل به‌عنوان‌ پدرش اشاره کنند؛ این دیدگاه کمتر رایج بود و در هیچ منبع بعدی از دوره بابلی کهن تایید نشده‌است. به عنوان بخشی از فرآیند جذب ادد در پانتئون بین‌النهرینی، ادد به‌عنوان پسر یکی از خدایان اجدادی در این فرهنگ‌ها (مانند آنو پدر ایشکور) توصیف شد. در متون دیگر، ادد/ایشکور گاهی پسر خدای ماه ننا/سین توسط نین‌گال و برادر اوتو/شمش و اینانا/ایشتار است. در یک اسطوره‌ بابلی، بلت‌ایلی خواهر ادد نامیده می‌شود که انلیل از طریق او به دنبال آرام کردن ادد است. همسر ادد/ایشکور (هم در متون سومری اولیه و هم در متون بسیار متاخر آشوری) الهه غلات، شالا/مدیمشا بود که گاهی با داگون نیز مرتبط بوده‌است. پرستش شالا و ادد به‌عنوان یک زوج در آشور و بابل در دوره‌های زمانی متعدد گواهی شده‌است. معبد آشوری ادد و شالا بر اساس سندی از سلطنت آشور-ناصیر-پال دوم در کالح قرار داشت. سایر مکان‌هایی که شالا در کنار ادد پرستش می‌شد عبارتند از: نینوا، کربائل، اکالاتوم، اوراکا و سوهو. آهنگی از کتابخانه آشوربانی‌پال که به صورت اول شخص نوشته شده‌است، شالا/مدیمشا خود را همسر صالح ادد/ایشکور معرفی می‌کند. شالا و ایشکور دومین زوج الهی هستند که در کتیبه‌های مهر استوانه‌ای سیپار پس از آیا و شمش مورد استناد قرار می‌گیرند. با این حال، هیچ گواهی از شالا از هزاره سوم پیش از میلاد شناخته شده نیست؛ فرض بر این است که او به احتمال زیاد در بخش شرقی بین‌النهرین علیا و در دوره بابلی کهن سرچشمه گرفته‌است. در حلب و احتمالا منطقه فرات میانی، همسر خدای آب و هوا، هدد، الهه هپات بود.
برخلاف خدای طوفان در فرهنگ‌های سامی غربی، ادد در اسطوره‌های بین‌النهرینی به عنوان یک شخصیت اصلی ظاهر نمی‌شود، اما نقش دوگانه او به عنوان نابودگر با طوفان‌ و برکت‌دهنده زمین با باران برجسته است. این نقش ادد به طور کامل در یک سرود بابلی، بیان شده‌است. در این اسطوره، شورای خدایان به انلیل اطلاع می‌دهد که ادد رفتاری وحشیانه دارد و با طوفان‌های خود زمین را ویران می‌کند. به همین دلیل از انلیل خواسته می‌شود که مداخله کند. انلیل، خواهر ادد، بلات-ایلی را برای این ماموریت استخدام می‌کند. بقیه داستان تکه‌تکه است و صحنه بعدی ملاقاتی بین خود انلیل و ادد را توصیف می‌کند. انلیل از ادد می‌خواهد که به دعاهای پادشاه (که نامش ذکر نشده) گوش دهد تا زمین را با باران برکت دهد و دشمنان شاه را تسلیمش کند. پس از اینکه ادد به اعمال خود ادامه داد، شورای خدایان به ادد روی می‌آورند و به او یادآوری می‌کنند که انلیل قبلا کنترل زمین و انسان را به او واگذار کرده‌است. پایان داستان باقی نمانده است، اما محققان آن را مشابه داستان های قبلی سومری می‌دانند که هدف آن ستایش دعاهای پادشاه یا ستایش خدای ادد و مقام او است.
در اسطوره طوفان گیلگمش، پس از این که انلیل تصمیم به نابودی نسل انسان‌ها می‌گیرد، ادد یکی از مسئولان اصلی آوردن سیل بزرگ بر روی زمین با استفاده از طوفان و باران است.

### در فضای آشوری

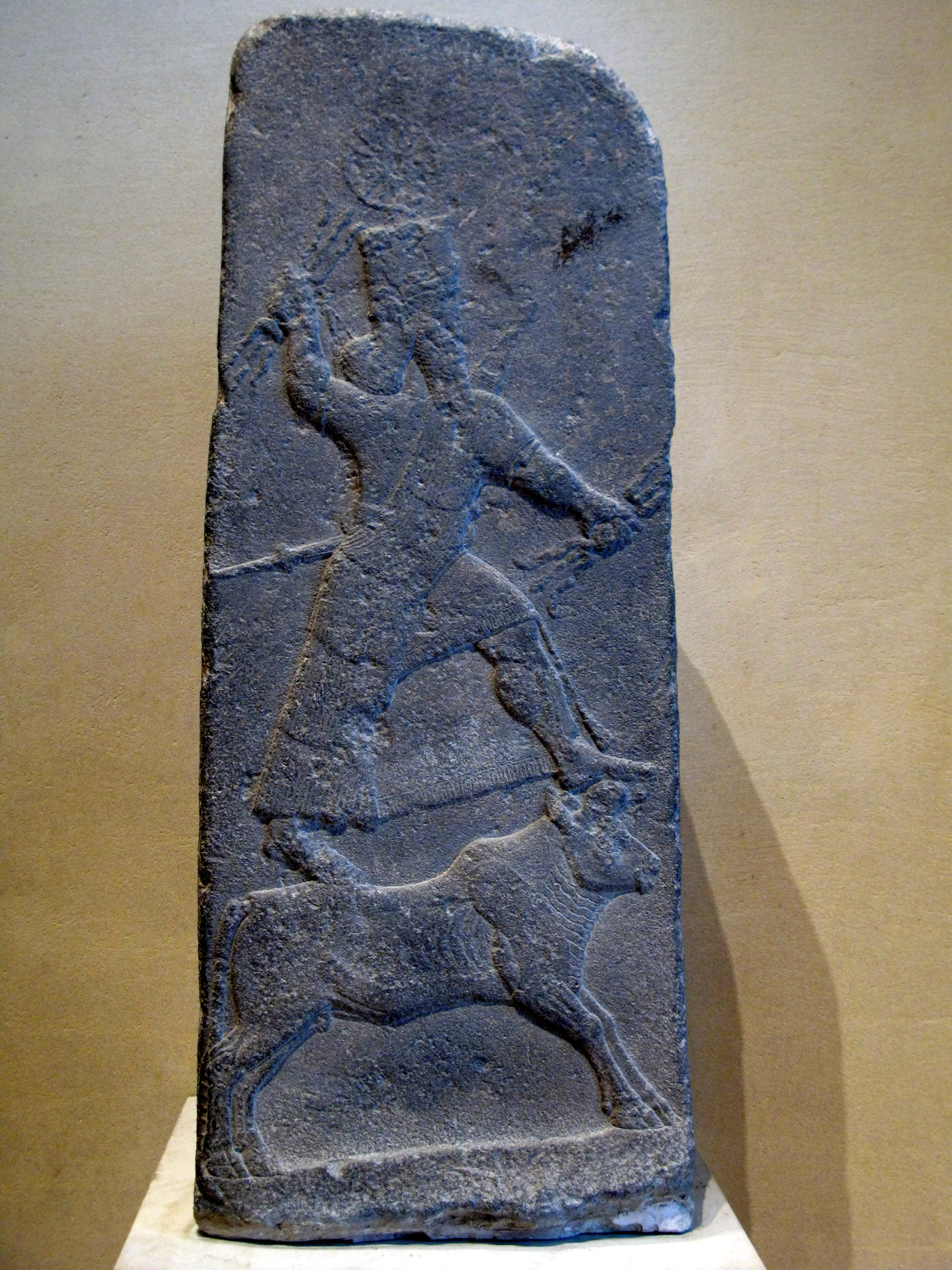
سنگ یادبود آشوری از ادد ایستاده بر گاو نر با صاعقه‌ای در دست، متعلق به نیمه دوم قرن هشتم پیش از میلاد، یافت شده در ارسلان تاش، موزه لوور، پاریس.

واضح‌ترین شواهد فرآیند جذب ادد در آشور، ظهور او در نام‌های تئوفوریک پادشاهان آشوری است. اولين آن‌ها شمشی-ادد یکم، در قرن ۱۹ پیش از میلاد بود. هرچند که جانشین او ایشمه-داگان یکم، نام ادد را در نام خود نداشت. حضور دیگر ادد، در مراسم نامگذاری سال‌ها در تقویم آشوری بود؛ در تقویم‌ آشوری هر سال به نام یکی از شخصیت‌های مهم پادشاهی نام‌گذاری می‌شد و در اسناد مربوط به این مراسم، آشور (ایزد) و ادد با هم به عنوان خدایانی ظاهر می‌شوند که در حضورشان نام سال اعلام می‌شده. معبد ادد در شهر آشور، یکی از معبدهای مهم پادشاهی محسوب می‌شد. بعدها این معبد به یک معبد دوگانه وقف شده به ادد و انو تبدیل شد. دانیل شومر پیشنهاد می‌کند که جفت شدن این دو خدا بر اساس این دیدگاه رایج بود که آنها پدر و پسر هستند. در منابع آشوری او ارتباط نزدیکی با لشکرکشی‌های شاهان داشت؛ در مراسم مذهبی قبل از رفتن به جنگ، جایگاه ادد در کنار خدای جنگجو نینورتا برجسته بود. در نقوش برجسته آشوری، نینورتا و ادد با هم بر روی یک ارابه جنگی در راه نبرد نشان داده شده‌اند.
مرکز عبادت ادد در امپراتوری آشوری نو، در هزاره اول پیش از میلاد، در شهر کربیل در انتهای شمالی پادشاهی بود. بیان این مطلب را می‌توان در مجسمه شلمنسر سوم یافت که در شهر کلاه (پایتخت آشور در زمان او) با تقدیم به «ادد کربیل» یافت شده و احتمالا قرار بوده در آنجا قرار داده شود.

### در فضای بابلی

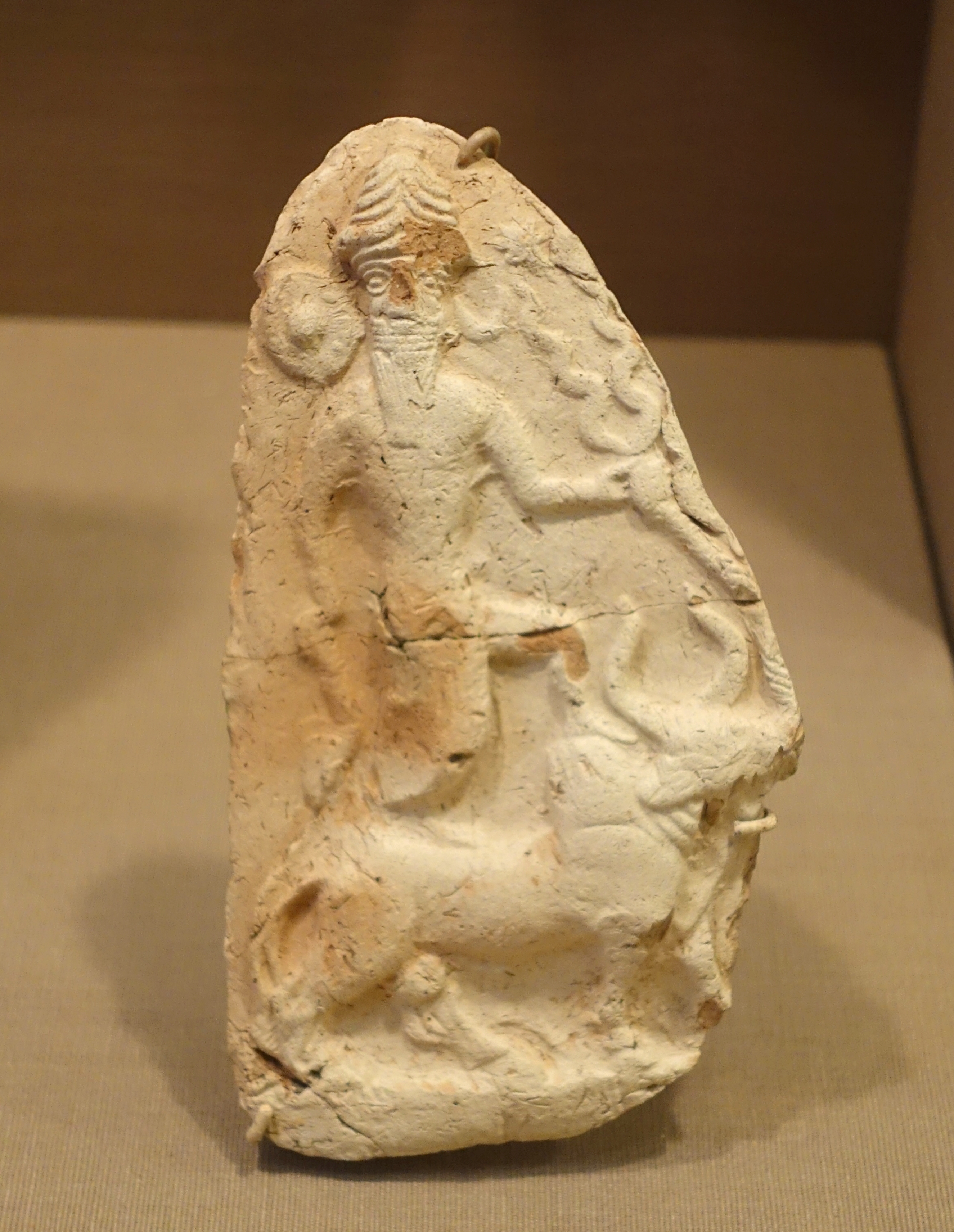
نقش برجسته ادد، دوره ایسین-لارسا، امپراتوری بابل کهن، موزه موسسه شرق، دانشگاه شیکاگو.

در قرن ۱۸ پیش از میلاد، در جنوب بابل، حمورابی پادشاه عموری تبار، به قدرت رسید. او به معرفی فرقه ادد به پانتئون بابلی‌ها کمک کرد. در امپراتوری بابل کهن، ادد در فهرست «خدایان بزرگ» قرار می‌گرفت و معابدی به افتخار او در شهرهای مختلف مانند لارسا و ایسن ساخته شد. به‌نظر می‌رسد که در این دوره ادد، سین و شمش احتمالا به‌عنوان خدایان سه‌گانه با پیوندی خاص، ایزدان اجرام آسمانی در نظر گرفته می‌شدند. همچنین در قراردادهای سیاسی بین‌المللی با هم به‌عنوان ضامن الهی ظاهر می‌شدند؛ گاهی تحت عنوان «ادد آسمان‌ها». قوانین مقبره حمورابی، که به‌عنوان یکی از قدیمی‌ترین قوانین حقوقی کامل در تاریخ بشریت شناخته می‌شود، با هشداری به کسانی که تلاش می‌کنند به وضعیت آن آسیب برساند، پایان می‌یابد. این اخطار روشن می‌کند که ادد چه مجازات‌هایی را برای کسی که سنگ قبر را تخریب کند، در نظر خواهد گرفت. این احتمالا نشان دهنده استقرار ادد در عبادت‌های مذهبی بابل است.
از نیمه اول هزاره دوم پیش از میلاد، شواهد پرستش ادد کاهش یافت. اما در دوره امپراتوری بابلی نو، در نیمه هزاره اول پیش از میلاد، و زمانی که بابلی‌ها قلمروهای امپراتوری آشور را تصرف کردند، پادشاه نبوکدنصر دوم در شهر بابل و همچنین در شهرهای دیگر معبدی برای ادد بنا کرد؛ اگرچه‌ معلوم است که ادد تابع خدای ارشد بابلی، مردوک بوده‌است. در این دوره، کانون عبادت ادد در معبد او در شهر زبان، در شمال‌شرقی پادشاهی قرار داشت.
در طول دوره پارسی، در سده‌های ۶ تا ۴ پیش از میلاد، آیین ادد در مناطقی که قبلا در آن‌ مناطق برگزار می‌شد، به عنوان بخشی از سیاست‌های آزادی مذهبی امپراتوری هخامنشیان حفظ شد. حتی در عصر هلنیستی، زمانی که خدایان طوفان در خاور نزدیک باستان در پانتئون هلنیستی ادغام شدند، آیین ادد حداقل در بابل برقرار بود، که تا در دوران امپراتوری اشکانیان تا قرن سوم میلادی نیز همین گونه باقی ماند. بخشی از پرستش خدایان بین‌النهرین تا قرن چهارم پیش از میلاد در مقیاس بسیار پایین ادامه داشت، اما به‌نظر می‌رسد که اکثریت خدایان سامی در شکل جذب شده خود در پانتئون رومی باقی مانده بودند یا به‌طور کلی آیین منحصر به فردشان متوقف شده‌بود.

## هدد در اوگاریت

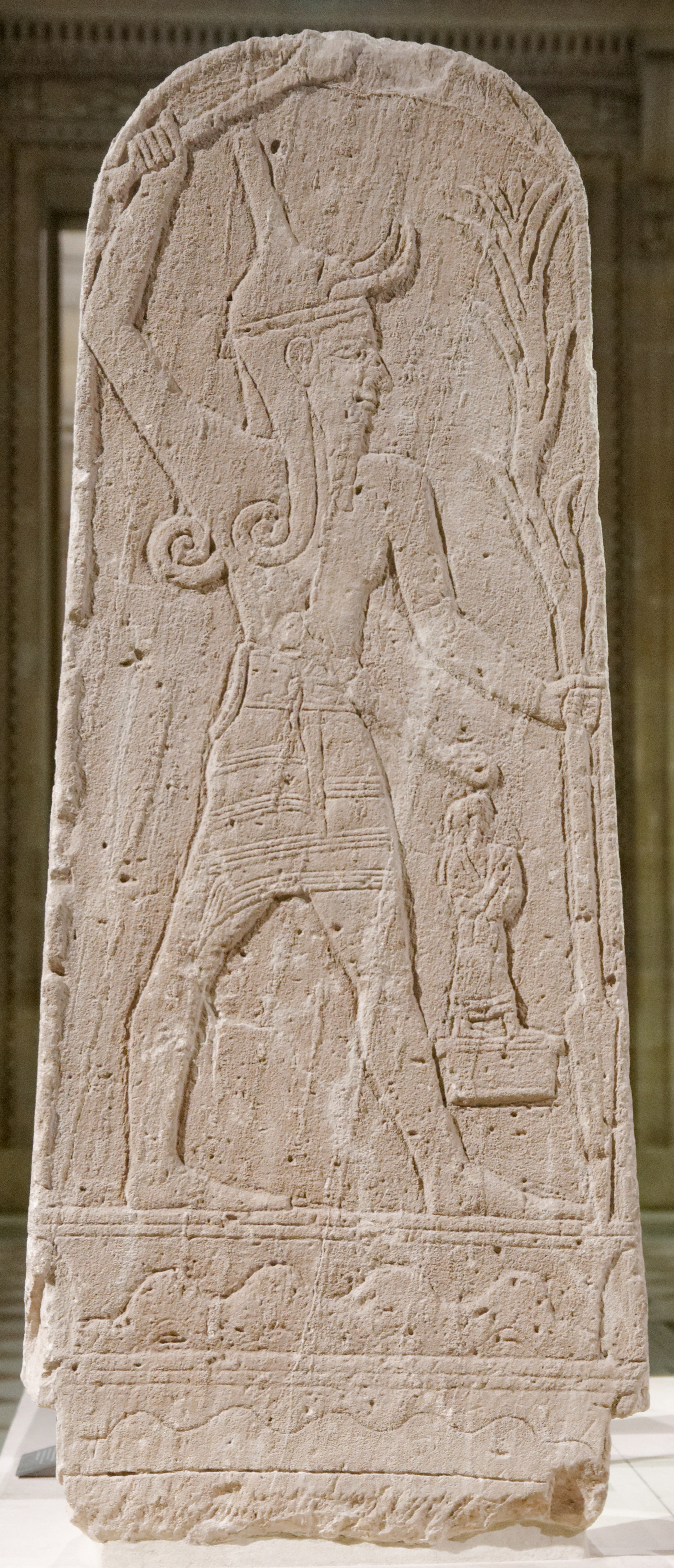
سنگ یادبود بعل با صاعقه، قرن ۱۵ تا ۱۳ پیش از میلاد، در راس شامرا پیدا شده‌است. از هدد در متون سامی شمال‌غربی اکثرا با عنوان «بعل» به‌معنای «سرور» یاد می‌شود.

هدد در مذهب اوگاریتی، پروردگار آسمان است که کنترل خاصی بر باران و رویش محصولات زراعی دارد. او همچنین صاحب باروری و حافظ حیات و رشد است. غيبت او باعث خشک‌سالی، گرسنگی و آشوب می‌شود. از هدد در متون اوگاریتی اکثرا به صورت «بعل» نام برده می‌شده. بعل عنوانی به معنای «سرور» یا «مالک» است که در زبان‌های سامی شمال‌غربی به خدایان مختلف به‌جز هدد نیز اطلاق می‌شده. به احتمال زیاد بعل در ابتدا به‌عنوان لقبی برای هدد شکل گرفته بود‌، اما در میانه هزاره دوم پیش از میلاد، نام اصلی او در سواحل مدیترانه شد. نام اصلی، هدد (یا به‌شکل هدو) همچنان مورد استفاده قرار می‌گرفت، اما ثانویه بود، و به گونه‌ای عمل می‌کرد که گویی لقب است.
محققان پیشنهاد کرده‌اند که با افزایش اهمیت فرقه هدد، نام واقعی او برای کسانی جز کاهن اعظم که نتوانستند با صدای بلند نام را تلفظ کنند بسیار مقدس تلقی می‌شد، پس به جای آن از نام مستعار بعل به معنای ارباب استفاده می‌کردند؛ همان‌گونه که بابلی‌ها از عنوان بیل برای مردوک استفاده می‌کردند. با این حال اقلیتی معتقدند که بعل یک خدای بومی کنعانی بوده که آیینش با جنبه‌هایی از خدای بین‌النهرینی ادد، جذب شده‌است. صرف نظر از رابطه اصلی آن‌ها، در هزاره اول پیش از میلاد، این دو متمایز بودند؛ هدد توسط آرامی‌ها و بعل توسط فنیقی‌ها و سایر کنعانی‌ها پرستش می‌شد. در مقابل، در حالی که «بعل» به‌عنوان لقب خدای آب‌وهوا در شرق تا ایمار عمل می‌کرد، هرگز نام اصلی او در داخل سوریه نشد.

### اسطوره اوگاریتی

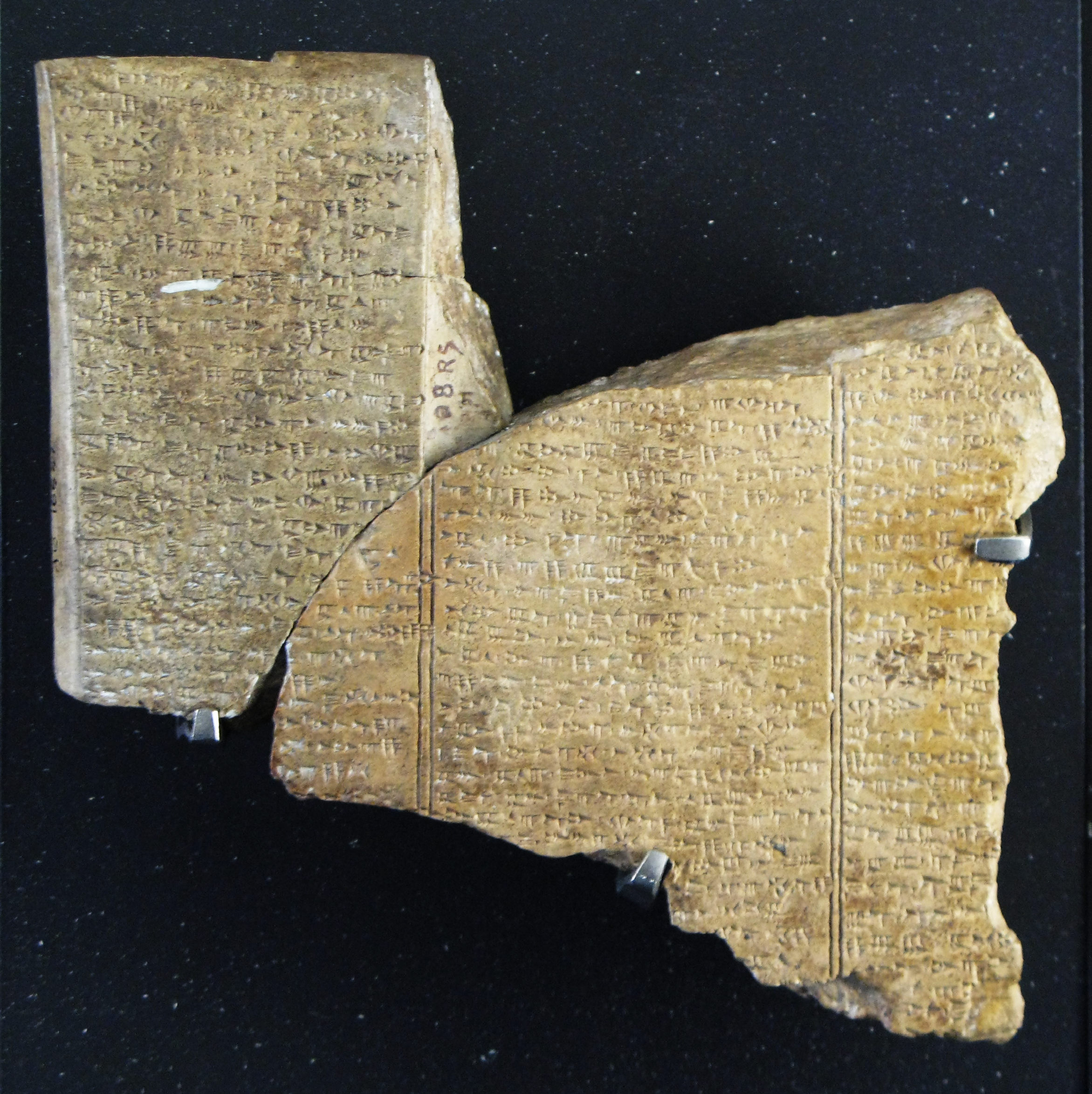
لوح اوگاریتی چرخه بعل. این متون بعل را به عنوان خدای هدد، شکل سامی شمال‌غربی ادد، معرفی می‌کند.

اسطوره چرخه بعل یافت‌شده در اوگاریت، اطلاعات زیادی را درباره بعل-هدد در اختیار دارد. طبق این اسطوره خدای برتر، ال، در کوه لیل - جایی که مجمع خدایان با هم ملاقات می‌کنند - ساکن است. در آغاز روايت به نظر می‌رسد که بین ال و بعل خصومتی وجود دارد. ال یکی از پسرانش به نام یم را به عنوان پادشاه خدایان منصوب می‌کند و نام یم را به «عزیز ال» تغییر می‌دهد. ال به یم می‌گوید که برای حفظ تاج و تختش باید با بعل که به عنوان «پسر داگون» معرفی می‌شود، روبه‌رو شود. در نبرد بین بعل و یم، ابتدا بعل به‌نحوی ضعیف می‌شود، اما خدای صنعتگر کوثر-وا-خاسیس دو چماق جادویی برای بعل به‌عنوان سلاح‌ می‌سازد که به بعل کمک می‌کند تا یم را بزند و بعل پیروز می‌شود. عشتروت پیروزی بعل را اعلام می‌کند و به بعل-هدد با عنوان «سوار بر ابرها» درود می‌فرستد. به اصرار عشتروت، بعل یم را تکه‌تکه می‌کند و اعلام می‌کند که او مرده است و گرما تضمین می‌شود.
کاخی برای بعل با نقره، طلا و چوب سرو از جبل لبنان و سیریون ساخته می‌شود. بعل در کاخ جدید خود جشن بزرگی را برای دیگر خدایان برگزار می‌کند. با اصرار کوثر-وا-خاسیس، بعل پنجره‌ای در قصر خود باز می‌کند و رعد و برق را می‌فرستد. سپس از موت (خدای خشک‌سالی و دنیای مردگان) پسر دیگر ال دعوت می‌کند تا به جشن بپیوندد. اما هنگامی که به موت، خوارنده گوشت و خون انسان، فقط نان و شراب تقدیم می‌شود، مورد اهانت قرار می‌گیرد. او تهدید می‌کند که بعل را تکه‌تکه می‌کند و او را می‌بلعد و حتی بعل هم نمی‌تواند در برابر موت ایستادگی کند. شکاف در این قسمت از متن تفسیر را مشکوک می‌کند. به نظر می‌رسد با توصیه الهه خورشید شپشو، بعل با یک گوساله ماده جفت‌گیری می‌کند و به گوساله حاصل لباس خود را می‌پوشاند و سپس خود را آماده می‌کند تا به دنیای مردگان برود. خبر مرگ ظاهری بعل حتی ال را نیز به سوگواری سوق می‌دهد. آنات خواهر بعل، جسد بعل (که احتمالا همان گوساله مرده است) را پیدا می‌کند. او جسد را با ضیافتی به خاک می‌سپارد.
عثتر به جای بعل منصوب می‌شود اما او جانشین ضعیفی است. در همین حین، آنات موت را پیدا می‌کند، او را با شمشیر می‌شکافد، با آتش می‌سوزاندش و جسدش را به سوی پرندگان می‌اندازد. اما زمین همچنان از خشکسالی ترک خورده است تا اینکه شپش بعل را بازمی‌گرداند. هفت سال بعد، موت برمی‌گردد و به بعل حمله می‌کند، اما زمانی که شپش به موت می‌گوید که ال اکنون از بعل حمایت می‌کند، نبرد متوقف می‌شود. موت تسلیم بعل می‌شود و او را به عنوان پادشاه قبول می‌کند.
مرگ بعل و سلطنت موت به عنوان یک اسطوره فصلی در نظر گرفته می‌شود. این اسطوره بعل را به عنوان خدای گیاهی مشخص می‌کند که مرگ و تولد دوباره او مسئول خشک‌سالی تابستانی و باران‌های پاییزی شام است. با این حال، اولدنبورگ مخالف این موضوع است و می‌گوید که در عوض این اسطوره نشان‌دهنده یک فاجعه خاص خشک‌سالی و ناباروری است، زمانی که باران در فصل خود نمی‌آید.